# Brillouin-Streuung
Die Brillouin-Streuung ist eine Art der optischen Streuung, die auf einer Wechselwirkung optischer Wellen mit akustischen Gitterschwingungen (akustische Phononen) oder magnetischen Spinwellen (Magnon) beruht. Léon Brillouin hat diese Art von Streuung zum ersten Mal theoretisch vorhergesagt. 1930 wurde diese Vorhersage experimentell bestätigt.

## Streuung an Phononen
Wenn ein Photon mit einem Festkörper oder einer Flüssigkeit wechselwirkt, kann es zum Energieübertrag an akustische oder optische Phononen kommen. Die inelastische Streuung von Photonen an akustischen Phononen bezeichnet man als Brillouin-Streuung. Die inelastische Streuung an optischen Phononen wird Raman-Streuung genannt.
Maximale Streuung in Rückwärtsrichtung tritt dann auf, wenn sich die reflektierten Lichtanteile phasenweise überlagern, was nur bei exakter Anpassung von Licht- und Schallwelle erfolgt. Die Brillouin-Streuung hat daher einen extrem frequenzselektiven Effekt von 20 bis 100 MHz (Frequenz des Schalls). Das reflektierte Licht hat aufgrund der Dopplerverschiebung eine Verringerung der Frequenz von circa 1–15 GHz (etwa 1–10 ppm Veränderung).
Der Effekt spielt eine Rolle in optischen Verstärkern, die in der Lage sind, optische Signale zu verstärken, ohne das optische Signal vorher in ein elektrisches zu wandeln.
Die Stimulierte Brillouin-Streuung (SBS) kann zur optischen Phasenkonjugation verwendet werden.

## Streuung an Magnonen
Die inelastische Streuung von Photonen an Magnonen hat einen kleineren Streuquerschnitt als die Streuung an Phononen, kann aber durch hochauflösende Interferometer beobachtet werden. Licht wird an diesem Phasengitter gebeugt, wobei die Frequenz des Lichtes um die Spinwellenfrequenz Doppler-verschoben wird. Die Dopplerverschiebung erfolgt dabei zu höheren (niedrigeren) Frequenzen hin, wenn die Spinwelle in die entgegengesetzte (gleiche) Richtung im Vergleich zur Komponente des einfallenden Lichts, welche parallel zur Streu-Oberfläche liegt, propagiert.

## Brillouin-Spektroskopie
Brillouin-Streuung ist die Grundlage der Brillouin-Spektroskopie, in der die inelastische Streuung von Licht an akustischen Phononen untersucht wird. Damit lassen sich Phononenenergien und ihre Dispersion bestimmen, woraus z. B. auf die interatomaren Potentiale und damit auf Materialeigenschaften wie u. a. den Elastizitätsmodul oder den Elastizitätstensor geschlossen werden kann. Brillouin-Spektroskopie basiert auf denselben physikalischen Mechanismen und Überlegungen wie die Raman-Spektroskopie, die inelastische Streuung von Licht an höherenergetischen optischen Phononen verwendet und daher andere Informationen über das Material liefert und andere Spektrometer benötigt.